# Antonio Núñez
Antonio Núñez Tena (Madrid, 19 januari 1979) is een Spaans voetballer. Hij speelt als middenvelder bij Apollon Limassol.

## Clubvoetbal
Núñez begon als voetballer in 1998 bij CD San Federico. Na één seizoen vertrok hij naar CD Las Rozas, een club uit de Tercera División. Daar speelde de middenvelder tot 2001, waarna Núñez naar Real Madrid B ging. Op 2 september 2003 maakte hij zijn competitiedebuut voor het eerste elftal van Real Madrid tegen Villarreal CF (1-1). De middenvelder scoorde direct bij zijn eerste optreden in de hoofdmacht en bezorgde Real Madrid daarmee een punt. Hij speelde vervolgens nog tien competitiewedstrijden voor Real Madrid in het seizoen 2003/2004. In 2004 tekende Núñez bij Liverpool FC, als onderdeel van de transfer van Michael Owen van Liverpool FC naar Real Madrid. Bij de Engelse club was hij samen met Xabi Alonso, Luis García en Josemi de eerste spelers van Liverpool FC's Spaanse Armada. Núñez wist echter niet te overtuigen, hoewel hij met The Reds wel de UEFA Champions League won. Bovendien haalde de Spanjaard met Liverpool FC de finale van de League Cup, waarin Chelsea FC echter te sterk was. In deze finale maakte Núñez zijn enige doelpunt voor Liverpool FC. In juli 2005 keerde hij terug naar Spanje om voor Celta de Vigo te gaan spelen.

### Statistieken
| seizoen    | club             | land     | competitie         | wed. | goals |
| ---------- | ---------------- | -------- | ------------------ | ---- | ----- |
| 2003/04    | Real Madrid      | Spanje   | Primera División   | 11   | 1     |
| 2004/05    | Liverpool FC     | Engeland | Premier League     | 18   | 0     |
| 2005/06    | Celta de Vigo    | Spanje   | Primera División   | 32   | 2     |
| 2006/07    | Celta de Vigo    | Spanje   | Primera División   | 24   | 0     |
| 2007/08    | Celta de Vigo    | Spanje   | Segunda División A | 40   | 5     |
| 2008/09    | Real Murcia      | Spanje   | Segunda División A | 35   | 2     |
| 2009/10    | Apollon Limassol | Cyprus   | A Divizion         | 16   | 1     |
| 2010/11    | Apollon Limassol | Cyprus   | A Divizion         | 26   | 3     |
| 2011/12    | Apollon Limassol | Cyprus   | A Divizion         | 0    | 0     |
| Bijgewerkt | 18-07-2011       |          |                    |      |       |

## Erelijst
Liverpool FC
- UEFA Champions League: 2004/05

 Apollon
- Beker van Cyprus: 2009/10